# بایتن‌پست
بیتنپست (به هلندی: Buitenpost) یک منطقهٔ مسکونی در هلند است که در آخت‌کارسپیلن واقع شده‌است. بیتنپست ۵٬۷۶۲ نفر جمعیت دارد.